# جبار الكواز
جبار الكواز شاعر عراقي، أسمه الكامل جبار عبد الحسين رضا الكواز، عضو المكتب التنفيذي للاتحاد العام للأدباء والكتاب في العراق وأمين العلاقات الداخلية فيه، من مواليد 1948 في بابل، مركز الحلة محلة المهدية، درس في مدارس الحلة، لديه الكثير من الدواوين الشعرية والمؤلفات الأخرى في مجال الأدب، ترجمت نصوصه إلى الإنكليزية والفرنسية والايطالية والاسبانية والصينية والتركية والفارسية والعبرية، وردت معلومات عن أعماله الأدبية في معجم أعلام العراق.

## التعليم والعمل
- بكلوريوس لغة عربية وادابها، جامعة بغداد، كلية التربية 1970.
- عمل مدرساً بالجزائر 1970 - 1974، وبمحافظة بابل 1974 - 1986، ومارس مهنة الإشراف الاختصاصي التربوي في اللغة العربية 1986- 1997، وعمل بالتدريس في ليبيا 1997 - 1999، وهو الآن متقاعد عن العمل.[3]

## العضويات والمشاركات
- رئيس اتحاد الأدباء والكتاب العراقيين في بابل لسبع دورات انتخابية، وهو من المؤسسين الأوائل للأتحاد.[3]
- عضوالمجلس المركزي للاتحاد العام للادباء والكتاب في العراق لخمس دورات انتخابية.
- عضو المكتب التنفيذي لاتحاد الأدباء والكتاب في العراق دورة 2016 - 2019 ودورة 2019 - 2022.
- عضو اتحاد الأدباء والكتاب العرب، ونادي الكتاب العراقي، وهيئة تحرير جريدة الجنائن البابلية.
- يكتب القصيدة والأغنية والنشيد والأوبريت الغنائي.
- نشر في الصحف المحلية والعربية.[5][6][7][8]
- ساهم في مهرجانات المربد الشعرية وغيرها من المهرجانات القطرية والقومية والأمسيات والندوات التي أقيمت في بغداد.[9][4]
- مثل العراق شاعرا في الكويت واليمن والاردن وسوريا ومصر وليبيا والجزائر ولبنان وايران والولايات المتحدة الامريكية.[3]

## البداية
ولد الشاعر ونشأ وتلقى علومة الأولى في الحلة، منذ حداثته ظهر ميلهُ، كان ذواقاً للشعر فهو من عائلة شعرية، جداه الشيخان (صالح الكواز وحمادي الكواز) كانا من أشهر شعراء العراق ومن المساهمين في بواكير النهضة العراقية في نهاية القرن التاسع عشر الميلادي.
رحلة الشاعر «جبار الكواز» الإبداعية بدأت وهو على مقاعد الدراسة في المرحلة الإبتدائية حيث بدأ الكتابة مساهماً في النشاطات المدرسية بإلقاء نصوص شعرية يحفظها وبعض منها محاولات كتابة ومحاكاة لقصائد، كانت كفاءته عالية ومميزة بين أقرانه في اللغة العربية والنشاطات المصاحبة لها وذلك لأنه كان قد ختم القرآن الكريم قبيل الدخول إلى المدرسة الإبتدائية، فنال محبة وتقدير وتشجيع أساتذته.
ثم تابع دراسته الإعدادية في إعدادية الحلة / للبنين، كان من الطلاب المتميزين في النشاط الأدبي، أهتم به أساتذته وشجعوه لدراسة اللغة العربية أكاديمياً، وكان مولعاً بالأدب والشعر واعتبر انها ستلبي طموحه في صقل موهبته الشعرية لذلك عندما أنهى دراسة الإعدادية الفرع الأدبي توجه لجامعة بغداد كلية التربية لدراسة اللغة العربية، مع وصوله للجامعة تفتحت موهبته الشعرية الحقيقية إذ نشر بعمر 19 عاما" في الصحافة البغدادية في جريدة (كل شيء) عام 1967 أول نص له بعنوان (يا ليلنا الساري).
نبغ بالأدب وكتابة الشعر ونظمه خلال سنواته الجامعية فنشر قصائده في صحف عراقية ومجلات ثقافية، كما ساهم عام 1970 في مهرجانات طلابية وشبابية في العراق وسوريا والأردن، عام 1970 نال شهادة البكالوريوس في علوم العربية وأدابها. بدأ كتابة الشعر العمودي لكنه لم يصدر ديواناً في الشعر العمودي التقليدي لأسباب خاصة به رغم نشره لمئات النصوص العمودية والدراسات النقدية، ومن ثم قصيدة التفعيلة فقصيدة النثر وهو ما زال يكتب في هذه الأنواع الشعرية، ومنذ بداية تسعينيات القرن المنصرم إنتمى بوعي وبقوة إلى قصيدة النثر. لأنها حسب قوله «أفق مفتوح يسمح للشاعر أن يُعبّر عن تجاربه بقوة اللغة وسعة وعمق الرؤيا معاً بعيداً عن الجمود الذي أصاب النص العربي التقليدي».

## أراء

### المشهد الثقافي
«مشهد اشكالي الرؤى يعيش وسط صراعات مخفية بين ادباء مؤمنين بعملهم الاتحادي والابداعي والثقافي واسماء أخرى تحاول النيل من هذا كله على رؤية غير مقبولة ثقافيا واجتماعيا... مشهد موّار بأدعياء وسراق ونهازين وصيادين في مياهه العكرة وادعياء وكذابين ورجال جوف امام ثلة مؤمنة من ادباء حقيقين».

### القصيدة النثرية
«رغم مضي سنوات طويلة على بروز قصيدة النثر العربية، إلا أنها ما زالت مصدرا ثرّا للصراع الإجناسي بين النقاد والباحثين والشعراء، فهي قصيدة متحركة متجددة لا تحدها قيود ولا يستوعبها حدّ أو تعريف، ولهذا اتجه إلى كتابتها صغار الموهبة والمعرفة ظنّا منهم أنها سهلة التنفيذ ولكنهم بهذا أساءوا إليها وشوهوا منابعها العميقة جماليا وفكريا. هي الآن متسيدة للمشهد الشعري العربي واستطاعت أن تكوّن مستقرا معنويا لها لدى كتابها وجماهيرها، وتصنع متلقين يتذوقونها بجمال ومحبة».

### المرأة
«للأنثى دور كبير في جماليات حياة شاعرنا، هي الحياة بجوهرها الإبداعي والحيوي وأية محاولات للإنتقاص منها ما هي إلا محاولات للإنتقاص من الحياة نفسها، فالجمال تجلّى في أبهى صورة بالأنثى وتجميع كل جماليات الحياة تشبهّا» وتقربّا«بها ولكنها لم تصل» وتشكل المرأة في نصوصه مصدرا عظيما للغناء للحياة فهي مصدر الغنى والجمال والعلاء والنماء في مفاصلها وصراعاتها وشواغلها، أما وأختا وزوجة وحبيبة وزميلة وصديقة، والنظر إليها كائنا مكملا لحياة الذكر ومؤسسا حيويا لبناء الحياة، عبر الولادة والحب والإخاء والمودة، ولم ينظر لها وفي يوم ما الأيام أنها وسيلة للمتعة، وقضاء الوقت في أجواء زائفة زائلة.

### الأنترنت
هي حالة غير صحية ومضرة بالمشهد الابداعي ويتأتى ضررها من كون الاكثرية تقع ضم خانة التجهيل المقتصد أو غير المقتصد وتقع تحت طائلة الشهرة الزائفة والمصنعة على قول الباطل والتعظيم الخلبي واراء الشللية الرثة فنيا وثقافيا وفكريا.

### الجوائز
الجوائز ليست بالضرورة الكبرى للأديب ولكنها إقرار بنجاحه والاعتراف به مبدعا مميزا، وهذا لا يعني أن حاصدي الجوائز هم القمم في المشهد الأدبي فالجوائز لها أجواؤها الخاصة ودوافعها الاجتماعية والسياسية والثقافية في كثير من الأحيان.

## الجوائز
- حصل على الجائزة الأولى في مهرجان الشباب العربي الثالث للشعر - بغداد.[4]

## النتاج الأدب
- غزل عراقي، بابل 1983، ط 2 بابل2021، دار وتريات.
- حمامة الروح، بغداد 1988، ط2  بابل2021 دار وتريات.
- دفاعا عن الظل عمل شعري، بغداد 1995.
- ورقة الحلة، بابل، 2003 باللغة الإنكليزية دار الصواف وترجمة أخرى إلى الايطالية من قبل الدكتورة اسماءغريب2018 دار الفرات.
- عبد الرضا عوض باحثا ومؤرخا، بابل 2011 دار الفرات.
- عالم سبيط النيلي، شعره مع مقدمة نقدية، بابل 2015 الدارالعربية.
- اقول انا واعني أنت، شعر 2015 بابل، دار الفرات/ ط2 بابل  2017، دار الفرات/ ط3 بابل 2021 دار وتريات.
- من الضاحك في المرآة؟، شعر 2016 بابل، دار الصوّاف.
- ما اضيق الغابة ما اوسع الظلال، شعر، بابل 2017 دار الفرات.
- صعودا إلى ثريا الانهار، شعر، بابل 2017 دار الفرات.
- اراك حيث لن تكوني هناك، شعر، بابل 2017 دار الفرات.
- أحزان صائغ الطين، شعر/ بغداد 2018 منشورات الاتحاد العام للادباء والكتاب العراقيين.[3][1]

صدر له:
| العنوان                               | اللغة   | الناشر                            | عدد الصفحات | المصدر |
| ------------------------------------- | ------- | --------------------------------- | ----------- | ------ |
| ذاكرة الخندق ذاكرة الورد: شعر         | العربية | دار الشؤون الثقافية العامة، بغداد | 167         | [ 11 ] |
| على جرحه تستفيق البروق. الجلسة الأولى | العربية | لا يوجد                           | 3           | [ 12 ] |
| رجال من طراز خاص: شعر                 | العربية | وزارة الثقافة والفنون، بغداد      | 135         | [ 13 ] |
| سيدة الفجر: تقاسيم إلى امرأة ضوئية    | العربية | وزارة الثقافة والفنون، بغداد      | 142         | [ 14 ] |